# استریتسبورو (اوهایو)
استریتسبورو(به انگلیسی: Streetsboro) شهری در ایالت اوهایو کشور ایالات متحده آمریکا است که جمعیت آن در سرشماری سال ۲۰۱۰ میلادی، ۱۶٬۰۲۸ نفر بوده‌است.